# Thomasův teorém
Thomasův teorém je základní sociologická poučka, kterou lze aplikovat na celou řadu sociálních procesů. Teorém, který v knize The Child in America z roku 1928 definoval americký sociolog William I. Thomas, říká, že pokud je nějaká situace definovaná lidmi jako reálná, stává se reálnou ve svých důsledcích. Lidé podle Thomase jednají na základě svých domněnek, jejich subjektivní interpretace situací se mohou promítnout do reálného života a stát se pro ně samotné skutečnými (pravdivými). Thomas se takto snažil zdůraznit význam situací pro naše chování, přičemž vycházel ze symbolického interakcionismu.

## Definice
Thomasův teorém představuje trvalou připomínku, že lidské chování reaguje nejen na objektivní charakteristiky situace, ale i na význam, jenž situace pro člověka má. Když člověk připíše situaci nějaký význam, jeho následné chování, případně důsledky tohoto chování, je vymezeno právě tímto připsaným významem. Lidé tedy interpretují svět na základě svých subjektivních měřítek, které se do skutečného světa mohou (ale nemusí) promítnout.
Stručněji řečeno, se předpověď může stát integrální součástí situace, čímž ovlivní její následný vývoj. 

## Sebenaplňující se proroctví
Thomasův teorém vychází z předpokladu sebenaplňujícího se proroctví. To říká, že pokud je teze (většinou nesprávná) shledána reálnou, způsobí reakci, v jejímž důsledku se původní myšlenka uskutečnění. Počátkem sebenaplňujícího se proroctví je špatná definice nové situace, kvůli které se původně mylná představa stává pravdivou.
Opakem sebenaplňujícího se proroctví je proroctví sebemařící se. Jeho podnětem je zpravidla myšlenka s negativním důsledkem. Tato předpověď je brána velice reálně, společnost se proto snaží za každou cenu jejímu dopadu zabránit, což vede k neuskutečnění se této předpovědi.

## Příklady Thomasova teorému
Pro lepší pochopení Thomasova teorému lze uvést příklad nervozity před zkouškou. Student je přesvědčený, že zkoušku nezvládne, věnuje proto více času obavám a starostem než samotnému studiu. Předchozí neoprávněná úzkost se promění na oprávněný strach a je jasné, že student zkouškou opravdu neprojde.
Typickým příkladem z historie je tzv. panika okolo toaletního papíru. Na začátku sedmdesátých let v období ropné krize se rozšířila fáma o očekávaném nedostatku toaletního papíru z důvodu poklesu importu ropy. Lidé začali toaletní papír skupovat, což vedlo k jeho nedostatku v obchodech, a tudíž i potvrzení očekávání.
Dalším příkladem praktického projevu Thomasova teorému jsou burzovní krize – poplašné zprávy o negativním vývoji na burze, které k Thomasovu teorému v důsledku mnohdy doopravdy vedou. Problematika tohoto sociologického jevu také bývá často zmiňována v souvislosti s předsudky vůči menšinám – chování, které vykazují, může být často spojeno právě s očekáváními, které od nich většinová společnost má.

## Definice situace
Reakce člověka na podněty závisí na definici situace. V té se jasně projevují i záměry definujícího, které jsou ovlivněny jeho přáním. Jedinec směřuje k výběru aktivit, které uspokojí touhu po potěšení a získání nových zkušeností, zatímco společnost směřuje k selekci utilitaristické, jako např. bezpečí. Thomas zmiňuje také konflikty mezi definicemi situace, které lze rozdělit do dvou dimenzí. Jedná se o rozdílné definice dvou členů společnosti, ve druhém případě o konflikt mezi definicí člena a definicí společnosti. Tyto konflikty musí být regulovány společností, avšak to může mít podobu jen dalších definic situace.
Při definování situace Thomas rozlišuje dvě střetávající se stránky:
- Subjektivní (potřeby a přání jednotlivce) – ty Thomas označuje za „postoje"

- Objektivní (tradice, zvyky, víra) – označovány za „hodnoty“[4]

Způsob, jakým Thomas chápal člověka a jeho schopnost racionálního uvažování, se shoduje pohledem amerického filozofa George Herberta Meada, který, stejně jako Thomas patří mezi osobnosti Chicagské školy. Nicméně zatímco Mead věnuje svou studii především otázkám konstituování této schopnosti, Thomas se zaměřuje spíše na její konkrétní užití a na sociální podmíněnost tohoto užití.
I Erving Goffman se ve svém díle Všichni hrajeme divadlo věnuje prvotní definici situace. Na jedince se dívá jako na osobu určitého druhu. Ta při definici situace uplatňuje morální požadavek, aby s ním ostatní zacházeli tak, jak může osoba tohoto druhu očekávat. V momentě, kdy předstupuje před ostatní, má mnoho motivů, aby ovlivnil jejich dojem. V interakci pak Goffman rozlišuje několik funkcí:
- původce (tvůrce) – odpovědný za projev

- animátor – promlouvá, a to nejen slovy, ale i gesty a určitým tónem

- postava – to, co mluvčí hraje (ty dále dělí na přirozené, literární, divadelní, napodobované atd.)

- stratég – vyhodnocuje situaci a činí rozhodnutí, jak jednat [5]

## Spor o autorství
Ačkoliv původně bylo autorství Thomasova teorému přičítáno pouze W. I. Thomasovi, později se objevily názory, které za dalšího z možných spoluautorů označovaly jeho manželku Dorothy Swain Thomasovou. Důvodem prý měla být přítomnost obou těchto jmen na původním obalu knihy, kde byly označeni za autory díla. Nicméně jak je uvedeno v dopise z roku 1973, D. S. Thomasová sama přiznala, že byla pouze manželovou asistentkou při bádání a za jediného autora kompletního textu (včetně Thomasova teorému) označila právě W. I. Thomase. 
Robert K. Merton ve své práci Self-Fulfilling Prophecy poukazuje na fakt, že myšlenka Thomasova teorému se objevuje napříč stoletími a že Thomas tento jev pouze shrnul do definice.
„Jestliže tolik rozdílných myslí jako biskup Bossuet ve své vášnivé obraně ortodoxního katolictví ze 17. století; ironický Mandeville v alegorii o včelí plástvi z 18. století, která popisuje paradoxy lidské společnosti; vznětlivý génius Marx v revizi Hegelovy teorie historické změny; vlivný Freud v pracích, které mířily v pozměňování způsobu, jakým lidstvo vidí sebe samo možná nejdále z jeho současníků; a učený, dogmatický a občas tvrdý yalský profesor, William Graham Sumner, jakožto Karl Marx střední třídy – jestliže se taková pestrá společnost shodne na jedné pravdě a případnosti něčeho, co je v podstatě Thomasovým teorémem, můžeme vyvozovat, že je tento taktéž hodný pozornosti.“ 

## Dosah Thomasova teorému
Vzhledem k faktu, že Thomasův teorém popisuje, jak lidé na základě svého subjektivního vnímání dávají situaci jim vlastní význam, je úzce spojen se směrem etnometodologie. Obě tyto teorie vycházejí ze sociálního konstruktivismu. Ten tvrdí, že objektivní realita není člověku předem dána, ale jedinec ji sám konstruuje v průběhu času na základě interakcí, zkušeností a prostředí, kterými prochází. Etnometodologie myšlenku Thomasova teorému dále zkoumá a rozvíjí tím, že se zabývá analýzou a rozborem metod, které lidé používají, aby porozuměli světu. Významnou osobností v tomto směru byl Harold Garfinkel, který v roce 1967 tento směr poprvé definoval.
Thomasův pohled na definici situace má velký význam také pro interpretativistické a interakcionistické teorie, které na rozdíl od durkheimovského objektivismu nezkoumají jaká situace „objektivně“ je, ale jak je lidé definují a na základě této definice jednají. Americký psychiatr Paul R. McHugh Thomasovu formulaci rozšířil a řekl, že definice situace tvoří reálný svět, protože význam situaci dávají až lidé.
Důsledky definice situace se zabýval i Randall Collins, podle nějž se kvůli změně definice situace může změnit i následné chování a nejasné a nepřehledné situace mohou dokonce vyvolat stav anomie.
S Thomasovým teorémem úzce souvisí i, již zmiňovaný, symbolický interakcionismus. Interakcí rozumíme propojení akcí dvou osob – komunikaci, která je výsledkem vlivu aktérů a systémů. Symbolický interakcionismus zdůrazňuje všeobecně užívané a sdílené symboly. Jako první použil pojem symbolický interakcionismus Herbert Blumer.